# عاشقان و فیلم‌ها
عاشقان و فیلم‌ها (انگلیسی: Lovers & Movies؛ چینی: 爱我就陪我看电影) فیلم کمدی رمانتیک سال ۲۰۱۵ محصول چین به کارگردانی نیو چائویانگ است. این فیلم در ۳۰ آوریل ۲۰۱۵ منتشر شد. در این فیلم فرانسیس نگ، یو نان، کیم بوم، گل‌نظر، سیمون یام و کارا هوی ایفای نقش کردند.

## داستان
این فیلم به دیدگاه‌ها و برخوردهای نسل‌های مختلف از دههٔ ۱۹۶۰ تا دههٔ ۲۰۰۰ میلادی (شامل متولدین دهه‌های ۶۰، ۷۰، ۸۰، ۹۰ و ۲۰۰۰) نسبت به دوستی، عشق و خانواده می‌پردازد.

## بازیگران
- فرانسیس نگ در نقش یائو شینگ‌جیه
- یو نان در نقش رویائو
- کیم بوم در نقش لین جون
- گل‌نظر در نقش جیامنگ
- سیمون یام در نقش چیو گویتانگ
- کارا هوی در نقش روان‌هوا
- ژانگ شویینگ در نقش سیو
- وانگ زونگ‌زه در نقش چیو شوی
- جیانگ وو در نقش استاد لیو
- نیو بن در نقش پدربزرگ
- لو یوان در نقش مادربزرگ

## تولید
فیلم‌برداری عاشقان و فیلم‌ها در ۸ دسامبر ۲۰۱۴ به پایان رسید.

## بازخورد
تا ۴ مه ۲۰۱۵، این فیلم توانست ۱٫۱۳ میلیون دلار در باکس آفیس چین فروش داشته باشد.